# Ctenolimnophila neolimnophiloides
Ctenolimnophila neolimnophiloides är en tvåvingeart som beskrevs av Alexander 1942. Ctenolimnophila neolimnophiloides ingår i släktet Ctenolimnophila och familjen småharkrankar. Inga underarter finns listade i Catalogue of Life.